# Brighton International 1994
Il Brighton International 1994 è stato un torneo femminile di tennis giocato sul sintetico indoor. È stata la 17ª edizione del Brighton International, che fa parte della categoria Tier II nell'ambito del WTA Tour 1994. Si è giocato a Brighton in Gran Bretagna, dal 17 al 23 ottobre 1994.

## Campionesse

### Singolare
Jana Novotná ha battuto in finale  Helena Suková 6(4)–7, 6–3, 6–4

### Doppio
Manon Bollegraf /  Larisa Neiland hanno battuto in finale  Mary Joe Fernández /  Jana Novotná 4-6, 6-2, 6-3